# جاك مارتن سميث
جاك مارتن سميث (بالإنجليزية: Jack Martin Smith)‏ هو مخرج فني أمريكي، ولد في 2 يناير 1911 في لوس أنجلوس في الولايات المتحدة، وتوفي في 7 نوفمبر 1993 في سانتا باربارا في الولايات المتحدة.

## وصلات خارجية
- جاك مارتن سميث على موقع IMDb (الإنجليزية)
- جاك مارتن سميث على موقع ألو سيني (الفرنسية)
- جاك مارتن سميث على موقع أول موفي (الإنجليزية)
- جاك مارتن سميث على موقع قاعدة بيانات الأفلام السويدية (السويدية)
- جاك مارتن سميث على موقع قاعدة بيانات الفيلم (الإنجليزية)
- جاك مارتن سميث على موقع كينوبويسك (الروسية)